# ラグビーチャイニーズタイペイ代表
ラグビーチャイニーズタイペイ代表（ ラグビーチャイニーズタイペイだいひょう、中国語: 中華臺北橄欖球代表隊）は、ラグビーユニオンの台湾代表チーム。

## ワールドカップでの戦績
- 1987年：予選の開催なし
- 1991年：不参加
- 1995年：不参加
- 1999年：予選敗退
- 2003年：予選敗退
- 2007年：予選敗退
- 2011年：予選敗退
- 2015年：予選敗退
- 2019年：予選敗退